# Frank Rosolino
Frank Rosolino (Detroit, 1926. augusztus 20. – Van Nuys, 1978. november 26.) amerikai harsonás. Az 1970-es években turnézott Quincy Jonesszal és a Grammy-díjas Supersax együttessel.

## Pályafutása
Rosolino a Michigan állambeli Detroitban született. Bob Chester, Glen Gray, Tony Pastor, Herbie Fields, Gene Krupa és Stan Kenton big bandjeivel lépett fel. A Kentonnal töltött időszak után Los Angelesben telepedett le, ahol Howard Rumsey Lighthouse All-Stars-jával  szerepelt 1954-60 között.
Az 1960-as, -70-es években éjszakai klubokban és Rosolino számos Los Angeles-i hangstúdióban fordult meg. Olyan neves zenészekkel lépett fel, mint Frank Sinatra, Sarah Vaughan, Tony Bennett, Peggy Lee, Mel Tormé, Michel Legrand és Quincy Jones.
Az 1960-as évek közepén-végén Mike Barone harsonással „Trombones Unlimited” néven emlegették őket. Több albumot rögzítettek a Liberty Records számára  slágerek pop-stílusú feldolgozásaival.
Rendszeresen szerepelt a Steve Allen Show-ban, és vendégművész a The Tonight Show-ban és a The Merv Griffin Show-ban. Rosolino tehetséges énekes is volt, például Gene Krupa „Lemon Drop” című slágerlemezén is vadul énekel.
Szerepelt az „I Want to Live!” című filmben (1958), amiben Susan Hayward volt a főszereplő, és a „Sweet Smell of Success” című filmben is (Burt Lancaster, Tony Curtis; 1957).
Rosolino magánélete iszonyú zaklatott volt. Harmadik felesége 1972-ben öngyilkos lett, így két fiúval maradt. 1978. november 26-án Rosolino lelőtte mindkét fiát, a 11 éves Justint és a 7 éves Jasont, miközben azok aludtak. Justin azonnal meghalt; Jason túlélte, de megvakult. Rosolino főbelőtte magát. Halála évében a Gloomy Sunday című dalt is játszotta a Supersax.

## Zenekarvezető
- Frank Rosolino (1954)
- Frankly Speaking (1955)
- I Play Trombone (1956)
- Frank Rosolino Quintet (1957)
- Turn Me Loose! (1961)
- Jazz a Confronto 4 (1973)
- Conversation with Conte Candoli (1976)
- Just Friends with Conte Candoli (1977)
- Thinking About You (1984)
- Free for All (1986)
- The Last Recording (2006)

## Fordítás
Ez a szócikk részben vagy egészben  a   Frank Rosolino című angol Wikipédia-szócikk ezen változatának fordításán alapul.  Az eredeti cikk szerkesztőit annak laptörténete sorolja fel. Ez a jelzés csupán a megfogalmazás eredetét és a szerzői jogokat jelzi, nem szolgál a cikkben szereplő információk forrásmegjelöléseként.